# Museu d'Art de Milwaukee
El Museu d'Art de Milwaukee (en anglès Milwaukee Art Museum, abreujat MAM) és un museu d'art situat a Milwaukee, Wisconsin, Estats Units, que conté una col·lecció de més de 35.000 obres d'art.

## Història

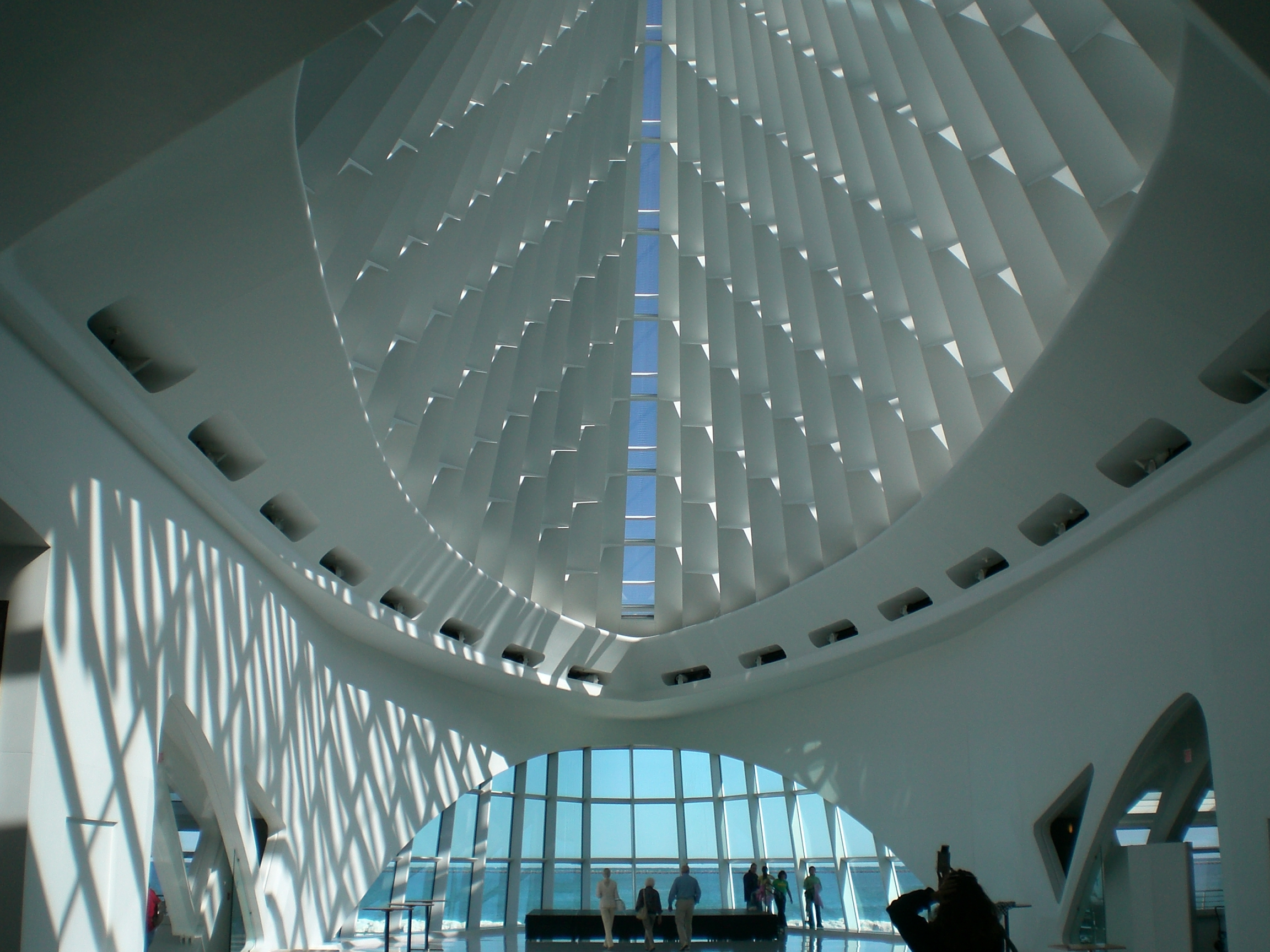
Interior del Museu d'Art de Milwaukee.

### Orígens
A partir de 1872, es van fundar diverses organitzacions amb l'objectiu de crear una galeria d'art a Milwaukee, ja que la ciutat era una localitat portuària en creixement que tenia poques o cap instal·lació per realitzar exposicions d'art. Durant almenys nou anys, tots els intents de construir una galeria d'art havien fracassat. Poc després d'aquest any, Alexander Mitchell va donar tota la seva col·lecció perquè es construís la primera galeria permanent d'art. El 1888, un grup de paisatgistes alemanys i empresaris locals va fundar la Milwaukee Art Association (Associació d'Art de Milwaukee). Aquest mateix any, l'empresari anglès Frederick Layton va construir i va finançar la construcció de la Layton Art Gallery, ja desapareguda, i va donar algunes obres d'art. El 1911, es va finalitzar la construcció del Milwaukee Art Institute (Institut d'Art de Milwaukee), un altre edifici construït per albergar exposicions i col·leccions d'art. L'institut es va construir al costat de la Layton Art Gallery.
Quan es va inaugurar el 1888, el Museu d'Art de Milwaukee va ser el primer museu d'art de la ciutat (encara que Layton també es va inaugurar aquest mateix any).
El 1957 es va crear el Milwaukee Art Center (Milwaukee Art Museum) en fusionar-se el Milwaukee Art Institute i la Layton Art Gallery i traslladar les seves col·leccions al recentment construït Milwaukee County War Memorial, dissenyat per l'arquitecte finlandès Eero Saarinen.

### Edificis de Kahler i Calatrava

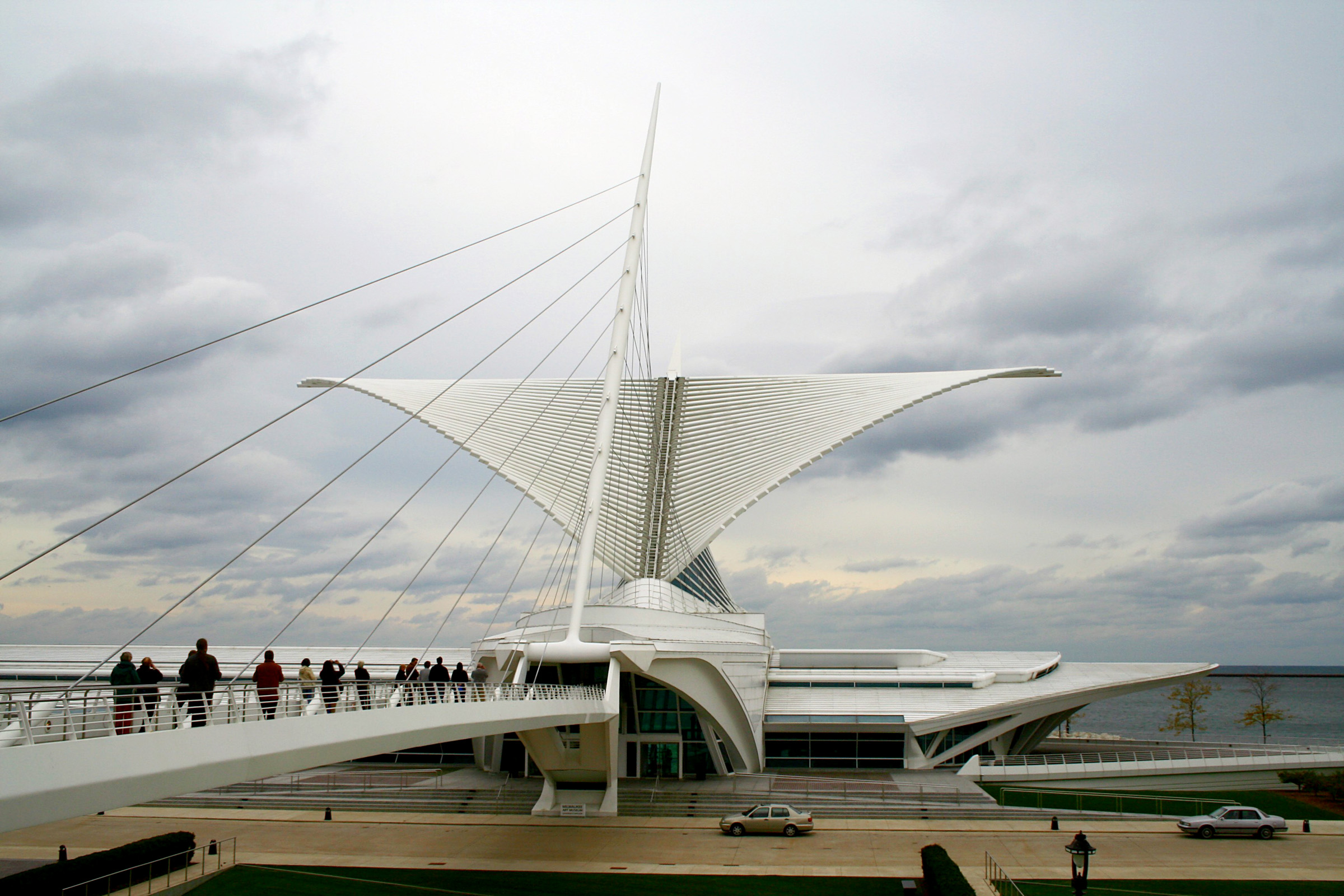
El Reiman Bridge connecta peatonalment el museu amb el centre de Milwaukee.

En la segona meitat del segle xx, el museu es va ampliar amb la construcció de nous edificis: el War Memorial Center el 1957, el Kahler Building el 1975, d'estil brutalista i dissenyat per David Kahler, i el Quadracci Pavilion (Pavelló Quadracci) el 2001, dissenyat per l'arquitecte espanyol Santiago Calatrava.

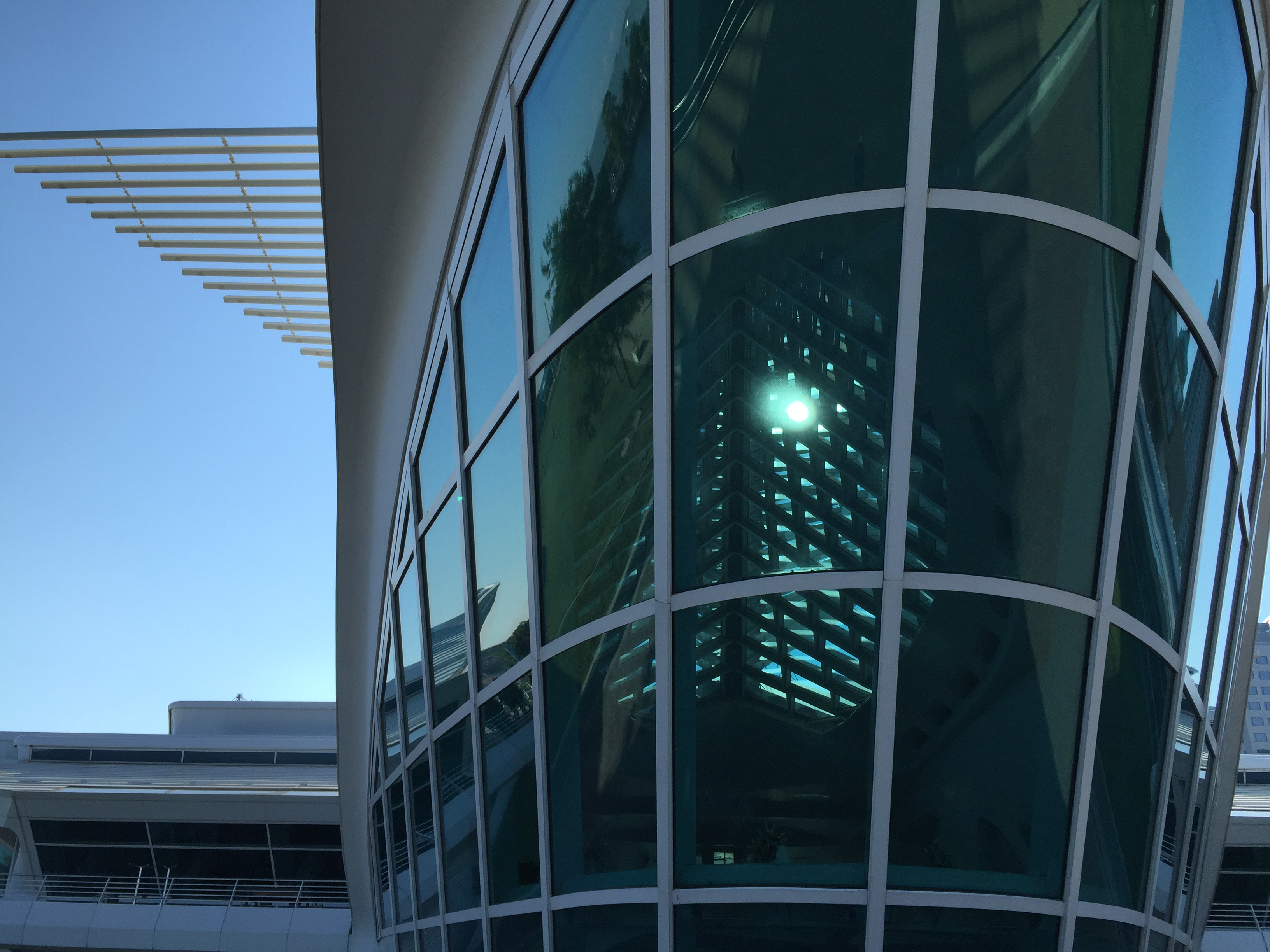
El vestíbul central del Museu d'Art de Milwaukee.

El Pavelló Quadracci conté un brise soleil mòbil amb forma d'ales que s'obren amb una envergadura de 66 m durant el dia i es pleguen sobre l'edifici a la nit o quan fa mal temps. El pavelló va rebre el 2004 el Outstanding Structure Award de la International Association for Bridge and Structural Engineering. Aquest edifici, que s'ha convertit en un dels símbols de la ciutat i s'anomena de vegades the Calatrava, apareix en el logo del museu.

### Ampliació de 2015
Al novembre de 2015, el museu va inaugurar una nova ampliació finançada conjuntament pel Comtat de Milwaukee i una campanya del museu, la construcció va costar 34 milions de dòlars. El nou edifici, dissenyat per l'arquitecte de Milwaukee James Shields, té 3000 metres quadrats, on hi ha una secció dedicada a l'art lluminós, fotografia i vídeos. L'edifici conté un atri i una nova entrada per als visitants que dona cap al llac i es va dissenyar amb elements en volada i columnes de formigó per complementar, respectivament, els propers edificis de Saarinen i Kahler. Es va arribar al disseny final després d'un llarg procés, en el qual l'arquitecte principal va deixar el projecte a causa de discrepàncies sobre el disseny i posteriorment va tornar a ell.

## Col·lecció
El museu alberga més de 35.000 obres d'art de totes les èpoques, repartides en quatre plantes. La col·lecció conté pintures, escultures, dibuixos, fotografies, i peces d'arts decoratives, art popular i autodidacta europeu dels segles xv al xx i americà dels segles XVII al XX. Entre les més destacables estan les col·leccions d'arts decoratives americanes, expressionisme alemany, art popular i haitià, i art americà posterior a 1960.
El museu conté una de les majors col·leccions d'obres d'art de l'artista de Wisconsin Georgia O'Keeffe. Uns altres artistes representats són Gustave Caillebotte, Nardo di Cione, Francisco de Zurbarán, Jean-Honoré Fragonard, Winslow Homer, Auguste Rodin, Edgar Degas, Antonio Rotta, Claude Monet, Henri de Toulouse-Lautrec, Frank Lloyd Wright, Pablo Picasso, Joan Miró, Mark Rothko, Robert Gober, i Andy Warhol.
També té quadres dels pintors europeus Francesco Botticini, Jan Swart van Groningen, Ferdinand Bol, Jan van Goyen, Hendrick Van Vliet, Franz von Lenbach (Noia Bavaresa), Ferdinand Waldmüller (Interrupció), Carl Spitzweg, Christian Bokelman (Banc Trencat), Bouguereau, Gerome (2 Majestats), Gustave Caillebotte, Camille Pissarro, Alfred Kowalski (Hivern a Rússia), Jules Bastien-Lepage (El Pare Jacques) i Max Pechstein.

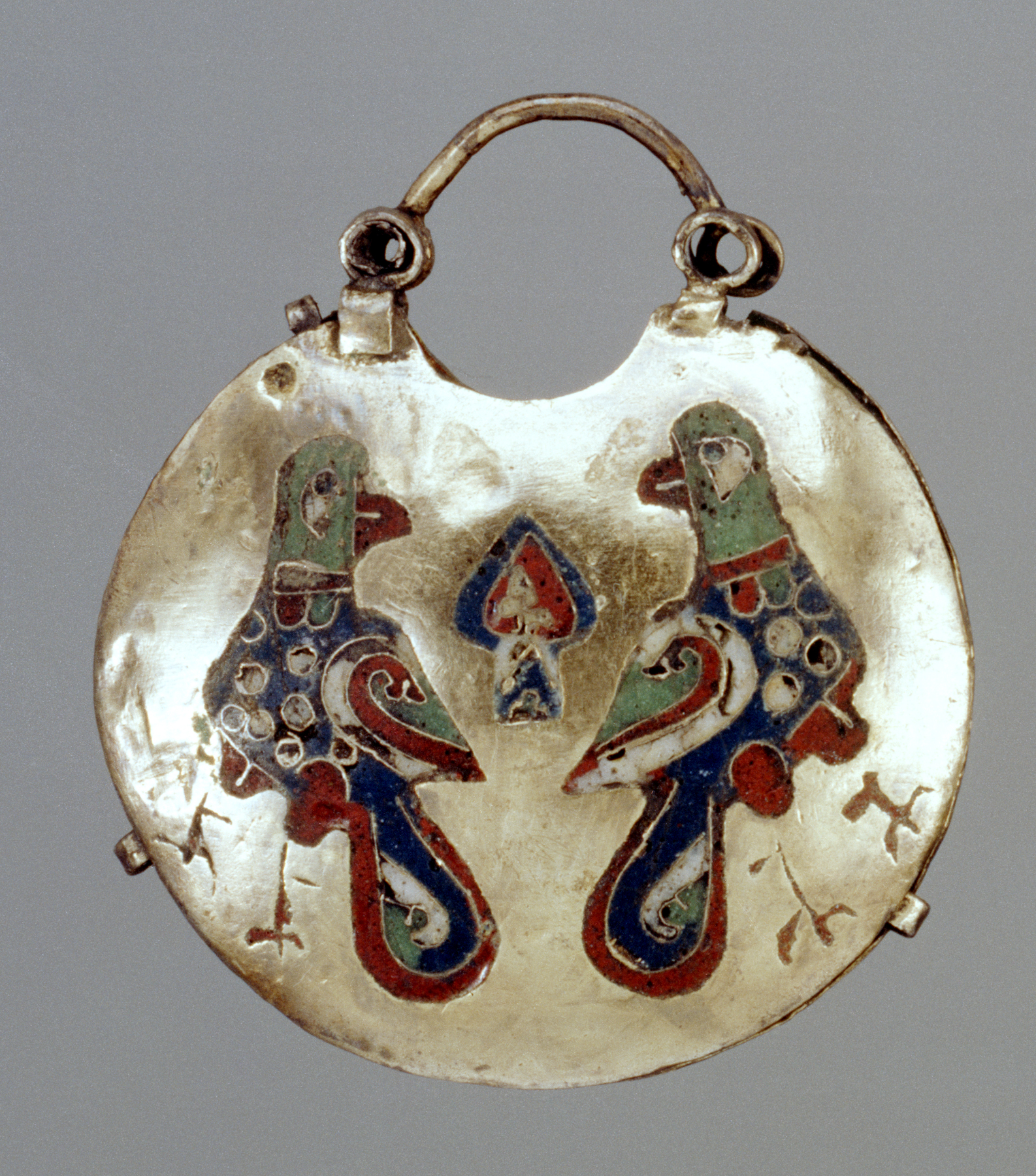
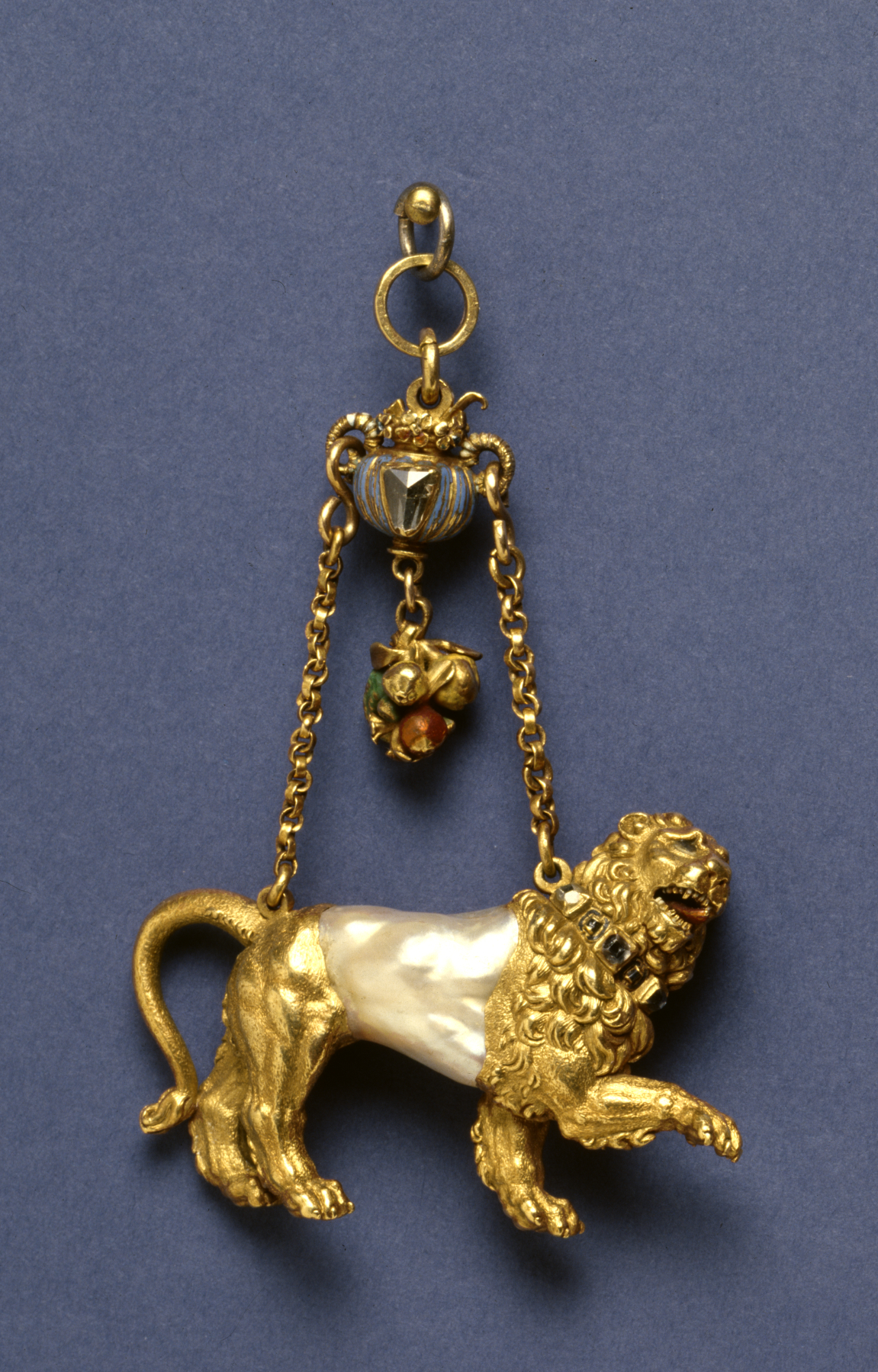
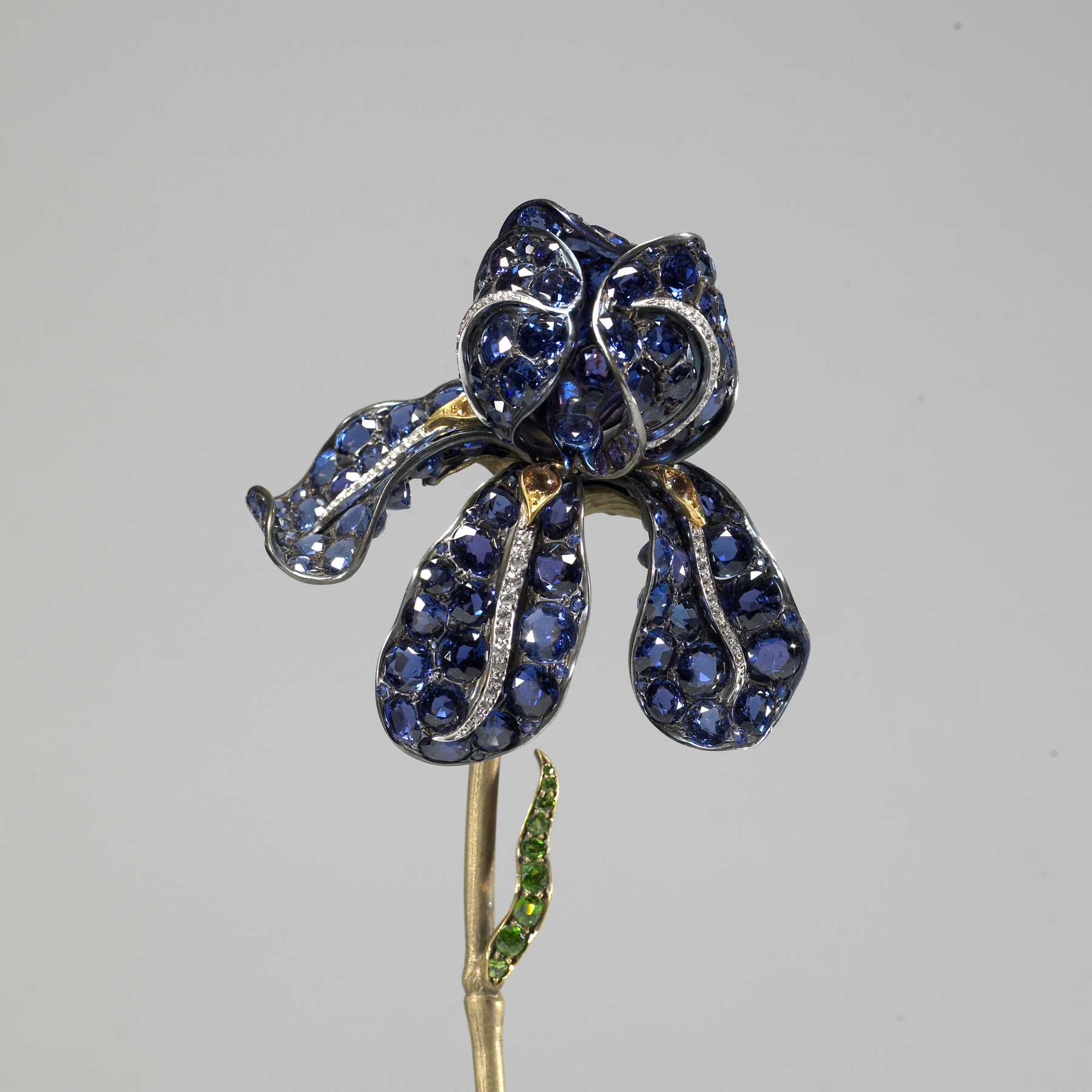

## Controvèrsia
El juny de 2015 el museu va exposar una obra controvertida en la qual apareixia el Papa Benet XVI i que va provocar indignació entre els catòlics i altres col·lectius.